# Orcades (Schiff, 1937)
Die RMS Orcades (II)  war ein 1937 in Dienst gestelltes Passagierschiff der britischen Reederei Orient Steam Navigation Company, das bis zum Ausbruch des Zweiten Weltkriegs im Passagier- und Postverkehr von Großbritannien nach Australien eingesetzt wurde. Sie wurde am 10. Oktober 1942 im Südatlantik vom deutschen U-Boot U 172 versenkt, wobei 48 Menschen ums Leben kamen. Sie war das drittgrößte Schiff, das im Zweiten Weltkrieg von einem deutschen U-Boot versenkt wurde.

## Das Schiff
Das 23.456 BRT große Dampfturbinenschiff Orcades wurde auf der Werft Vickers-Armstrong in der englischen Hafenstadt Barrow-in-Furness gebaut. Das 201,2 Meter lange und 25 Meter breite Schiff hatte einen maximalen Tiefgang von 9,1 Metern und war für die Beförderung von insgesamt 1068 Passagieren ausgelegt. Es wurde nach einem antiken Namen für die Orkney-Inseln benannt. Die Orcades hatte ein Schwesterschiff, die RMS Orion (23.371 BRT), die bei der gleichen Werft entstand und bereits 1935 fertiggestellt worden war. Sie waren die größten Schiffe, die vor dem Zweiten Weltkrieg für die Orient Steam Navigation Company gebaut wurden. Die Orcades wurde von einem Set von sechs Parsons-Turbinen angetrieben, die auf zwei Propeller wirkten. Die Innenausstattung der beiden Schiffe wurde von dem neuseeländischen Designer und Architekten Brian O’Rorke entworfen.
Die Orcades lief am 1. Dezember 1936 vom Stapel und wurde im Juli 1937 fertiggestellt. Am 11. Oktober 1937 traf sie am Ende ihrer Jungfernfahrt, einer knapp vierwöchigen Kreuzfahrt, in Fremantle ein. Am 7. März 1938 brach sie den Rekord ihres Schwesterschiffs Orion für die schnellste Überfahrt von Adelaide nach Melbourne am Ende ihrer zweiten Fahrt nach Australien. Sie legte die Strecke in 26 Stunden und 53 Minuten bei einer durchschnittlichen Geschwindigkeit von 20,75 Knoten zurück.
Die zivile Verwendung des Schiffs war aber nur von kurzer Dauer. 1939 wurde die Orcades vom Ministry of War Transport (MoWT) als Truppentransporter angefordert. In den folgenden Jahren führte die Orcades ihre Truppenfahrten wegen ihrer hohen Geschwindigkeit fast immer ohne Geleitschiffe aus, was ihr den Spitznamen „Lone Wolf“ (einsamer Wolf) einbrachte.

## Versenkung
Am 10. Oktober 1942 befand sich die Orcades unter dem Kommando von Kapitän Charles Fox auf einer weiteren Fahrt von Sues nach England. Am Vortag war sie mit 1065 Menschen und 3000 Tonnen Fracht aus Kapstadt ausgelaufen. Es waren insgesamt 318 Besatzungsmitglieder, 711 Passagiere und 36 Kanoniere an Bord. Am Vormittag des 10. Oktober wurde das wie üblich nicht eskortierte und nur leicht bewaffnete Schiff von dem deutschen U-Boot U 172 unter dem Kommando von Kapitänleutnant Carl Emmermann gesichtet.
Um 10.28 Uhr wurde die Orcades etwa 280 Seemeilen nordwestlich von Kapstadt von zwei Torpedos getroffen. Da das Schiff keine Anzeichen machte, schnell zu sinken, entschied sich Kapitän Fox, nach Kapstadt zurückzukehren. In den folgenden zweieinhalb Stunden wurden jedoch weitere fünf Torpedos auf das Schiff abgegeben, von denen einer ein Blindgänger war und nicht explodierte. Um 13.00 Uhr ging die Orcades mit Schlagseite nach Steuerbord auf der Position 31° 51′ S, 14° 40′ O unter. 28 Besatzungsmitglieder, 18 Passagiere und zwei Kanoniere starben. Kapitän Fox, 289 Crewmitglieder, 693 Passagiere und 34 Kanoniere wurden von dem polnischen Handelsschiff Narwik unter dem Kommando von Kapitän Czesław Zawada gerettet und am 12. Oktober in Kapstadt an Land gesetzt.
Nach der Empress of Britain (42.348 BRT) der Canadian Pacific Line und der Strathallan (23.772 BRT) der Peninsular and Oriental Steam Navigation Company war die Orcades das drittgrößte Schiff, das im Zweiten Weltkrieg einem deutschen U-Boot zum Opfer fiel. Kapitän Charles Fox wurde mit der Lloyd’s War Medal for Bravery at Sea ausgezeichnet und zum Commander of the Order of the British Empire (CBE) ernannt.
Das Wrack der Orcades wurde 2014 in 4800 Metern Tiefe von dem Bergungsunternehmen Deep Ocean Search entdeckt.